# Elmore Smith
Elmore Smith (Macon, Georgia, 9 de mayo de 1949) es un exjugador de baloncesto estadounidense que jugó durante ocho temporadas en la NBA. Con 2,13 metros de altura jugaba en la posición de pívot. Está considerado uno de los mejores taponadores de la historia.

## Trayectoria deportiva

### Universidad
Jugó durante 4 temporadas en la Universidad de Kentucky State, en la cual consiguió dos récords de la NAIA que todavía permanecen vigentes: el de más rebotes en una temporada (799, 24,2 por partido) y el de mejor promedio de rebotes en una carrera (22,6 por partido).

### Profesional
Fue elegido en la tercera posición del Draft de la NBA de 1971 por Buffalo Braves, y en su primera temporada, tras promediar 17,3 puntos y 15,2 rebotes fue elegido en el Mejor quinteto de rookies. En la actualidad continúa siendo el octavo novato con mejor porcentaje de rebotes en la historia de la liga. Pasó también por Los Angeles Lakers, Milwaukee Bucks (equipo al que llegó tras formar parte del traspaso que envió a Kareem Abdul-Jabbar a los Lakers) y Cleveland Cavaliers. En dos ocasiones se proclamó máximo taponador de la liga (1974 y 1975). Finalizó su carrera promediando un doble-doble (13,4 puntos y 10,6 rebotes), además de 2,9 tapones por partido, quinto de la NBA de todos los tiempos.

## Estadísticas de su carrera en la NBA
|  | Líder de la liga |

### Temporada regular
| Año     | Equipo      | PJ  | PT | MPP  | %TC  | %3P | %TL  | RPP  | APP | ROB | TPP | PPP  |
| ------- | ----------- | --- | -- | ---- | ---- | --- | ---- | ---- | --- | --- | --- | ---- |
| 1971–72 | Buffalo     | 78  | -  | 40.8 | .454 | -   | .534 | 15.2 | 1.4 | -   | -   | 17.3 |
| 1972–73 | Buffalo     | 76  | -  | 37.2 | .482 | -   | .558 | 12.4 | 2.5 | -   | -   | 18.3 |
| 1973–74 | Los Angeles | 81  | -  | 36.1 | .457 | -   | .590 | 11.2 | 1.9 | .9  | 4.9 | 12.5 |
| 1974–75 | Los Angeles | 74  | -  | 31.6 | .493 | -   | .485 | 10.9 | 2.0 | 1.1 | 2.9 | 10.9 |
| 1975–76 | Milwaukee   | 78  | -  | 36.0 | .518 | -   | .632 | 11.4 | 1.2 | 1.0 | 3.1 | 15.6 |
| 1976–77 | Milwaukee   | 34  | -  | 23.2 | .447 | -   | .581 | 6.1  | .9  | .6  | 2.0 | 8.4  |
| 1976–77 | Cleveland   | 36  | -  | 18.8 | .504 | -   | .519 | 6.4  | .4  | .4  | 2.1 | 8.7  |
| 1977–78 | Cleveland   | 81  | -  | 24.6 | .497 | -   | .663 | 8.4  | .7  | .6  | 2.2 | 12.5 |
| 1978–79 | Cleveland   | 24  | -  | 13.8 | .531 | -   | .692 | 4.4  | .5  | .3  | .7  | 6.5  |
| Total   | Total       | 562 | -  | 31.8 | .482 | -   | .579 | 10.6 | 1.4 | .8  | 2.9 | 13.4 |

### Playoffs
| Año   | Equipo      | PJ | PT | MPP  | %TC  | %3P | %TL  | RPP  | APP | ROB | TPP | PPP  |
| ----- | ----------- | -- | -- | ---- | ---- | --- | ---- | ---- | --- | --- | --- | ---- |
| 1974  | Los Angeles | 5  | -  | 34.2 | .477 | -   | .706 | 10.6 | 1.2 | 1.4 | 1.6 | 19.2 |
| 1976  | Milwaukee   | 3  | -  | 34.7 | .556 | -   | .667 | 7.3  | .3  | .7  | 3.7 | 14.7 |
| 1977  | Cleveland   | 3  | -  | 18.7 | .545 | -   | .625 | 8.0  | 0.3 | 1.7 | 1.0 | 13.7 |
| 1978  | Cleveland   | 2  | -  | 28.0 | .458 | -   | .500 | 9.5  | .0  | 1.5 | 1.5 | 12.5 |
| Total | Total       | 13 | -  | 29.8 | .500 | -   | .654 | 9.1  | .6  | 1.3 | 1.9 | 15.8 |

## Récords de la NBA
Todavía conserva, en 2024, dos récords NBA:
- Más tapones en un partido: 17 (1973, contra Portland Trail Blazers).[3]
- Más tapones en una parte: 11 (1973, contra Portland Trail Blazers).[3]

Además, es tercero en la lista de mejor porcentaje de tapones en una temporada (4,85 por partido, año 1974), por detrás de Mark Eaton y Manute Bol.

## Vida personal
Smith es padre de tres hijas.